# Cabo Girão
Cabo Girão je strmý mořský útes asi 9 km západně od centra Funchalu, hlavního města Madeiry. 
Nejvyšší bod útesu je 580 m nad hladinou oceánu, což jej řadí na druhé místo v Evropě[zdroj?] (za útesem Preikestolen v Norsku – 604 m). Na nejvyšším místě útesu je turistická vyhlídka, odkud je na východě vidět městečko Câmara de Lobos a za ním Funchal. Západním směrem je zatravněná plošina, odkud občas startují paraglaidisté.  
Na patě útesu jsou na mořském břehu políčka, malá vinice a restaurace. Přístup k políčkům byl do roku 2003 jen lodí. V srpnu toho roku byl postaven původně nákladní výtah téměř pod vrchol útesu do místa zvaného Rancho.  Dolní stanice je u políček s názvem Fajãs do Cabo Girão. Dnes lanovka vozí i turisty, při jízdě je třeba překonat strach z výšek.V provozu jsou dvě kabiny po 6 místech,

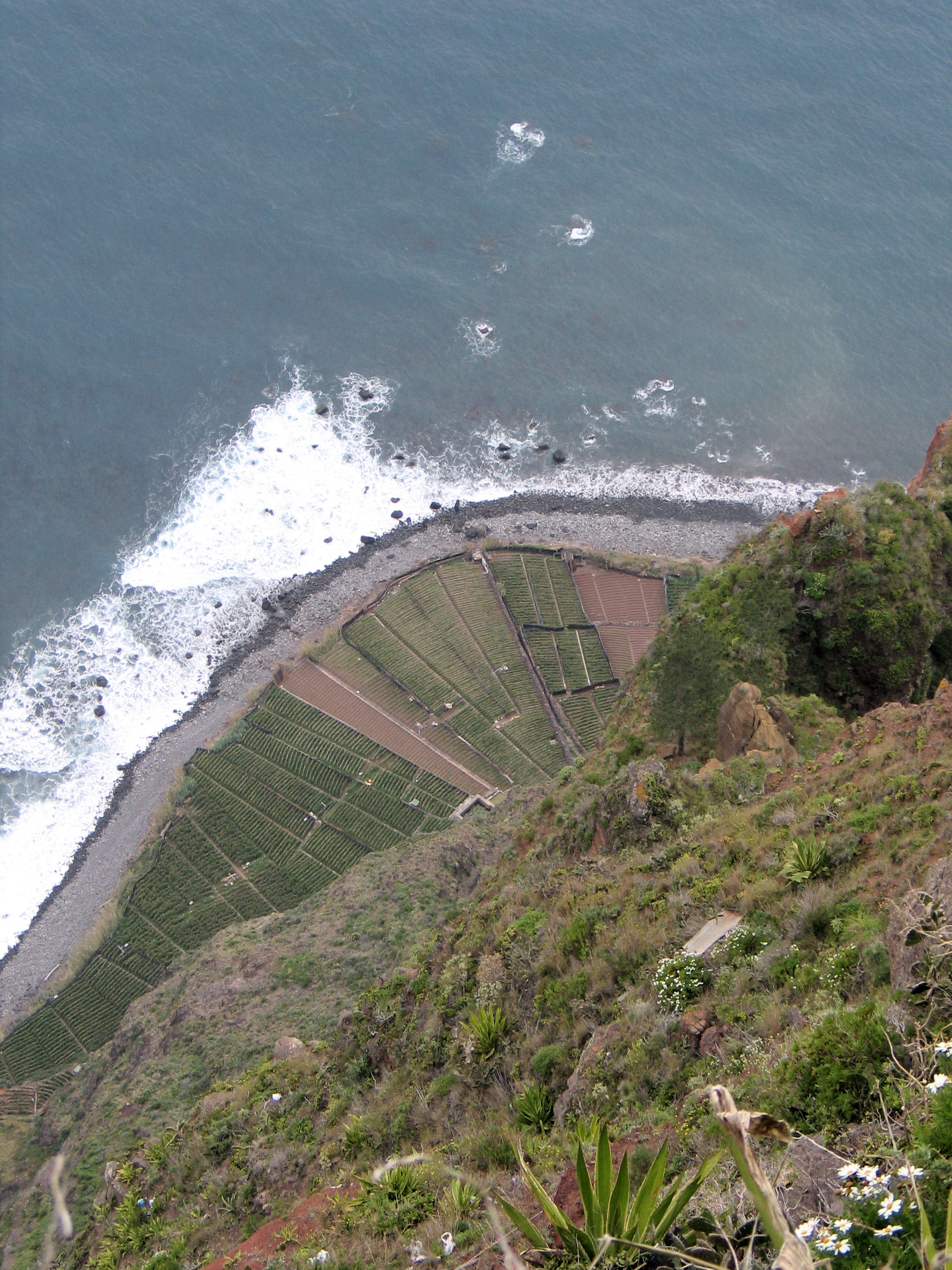
Pohled z vyhlídky na vinice na úpatí útesu

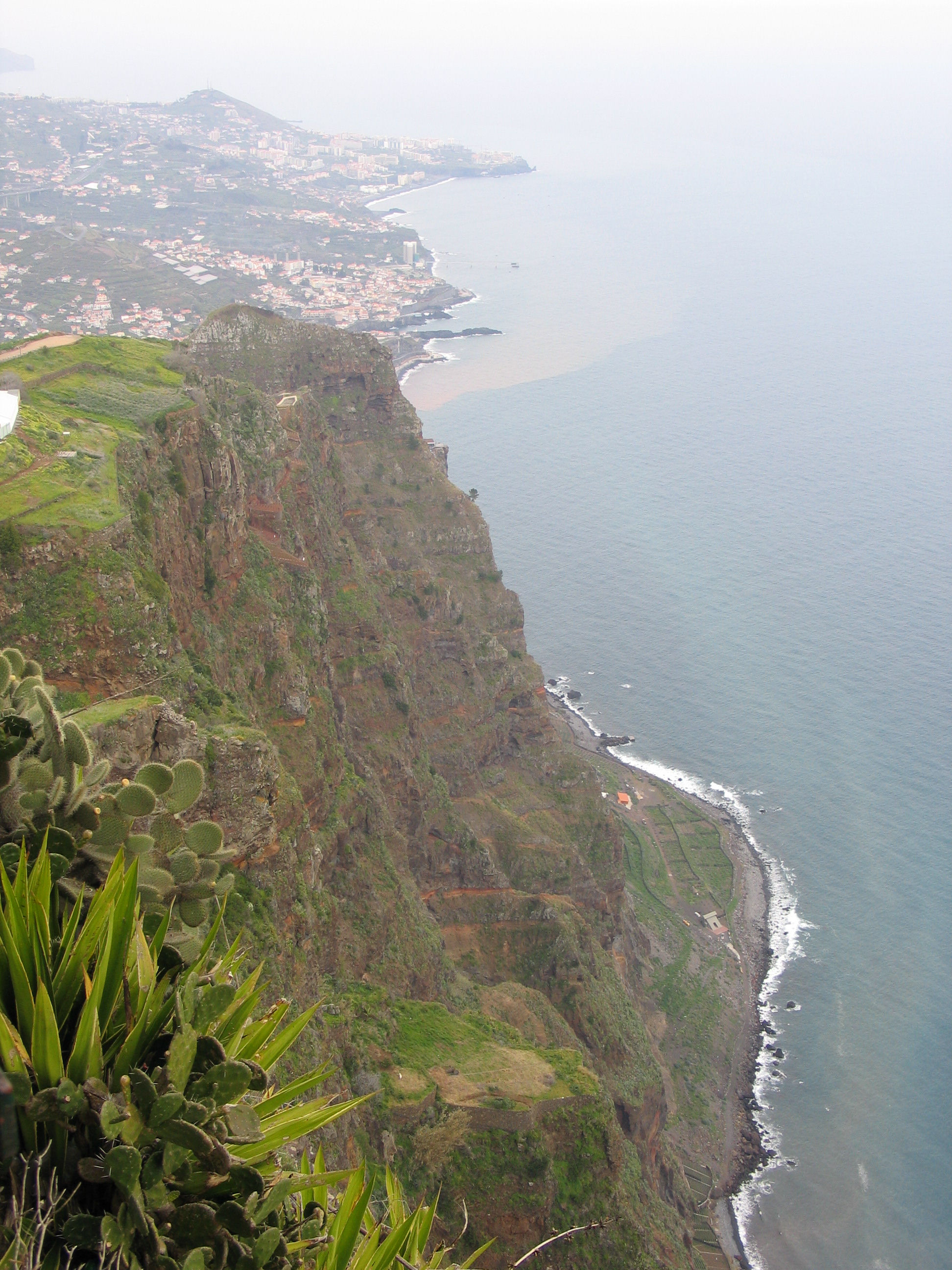
Pohled na útes od západu. Vzadu Câmara de Lobos, za ní Funchal

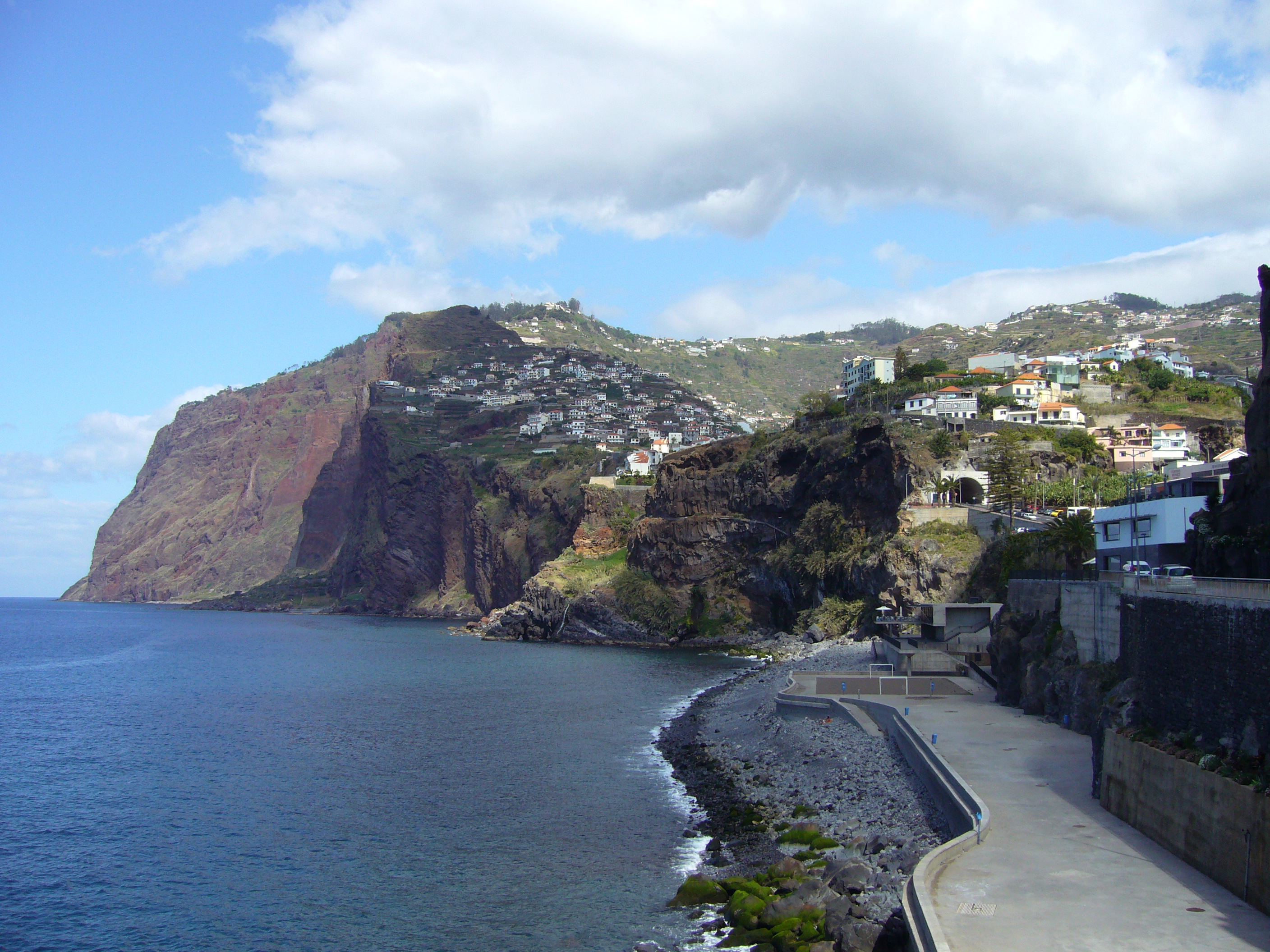
Pohled na útes od obce Câmara de Lobos

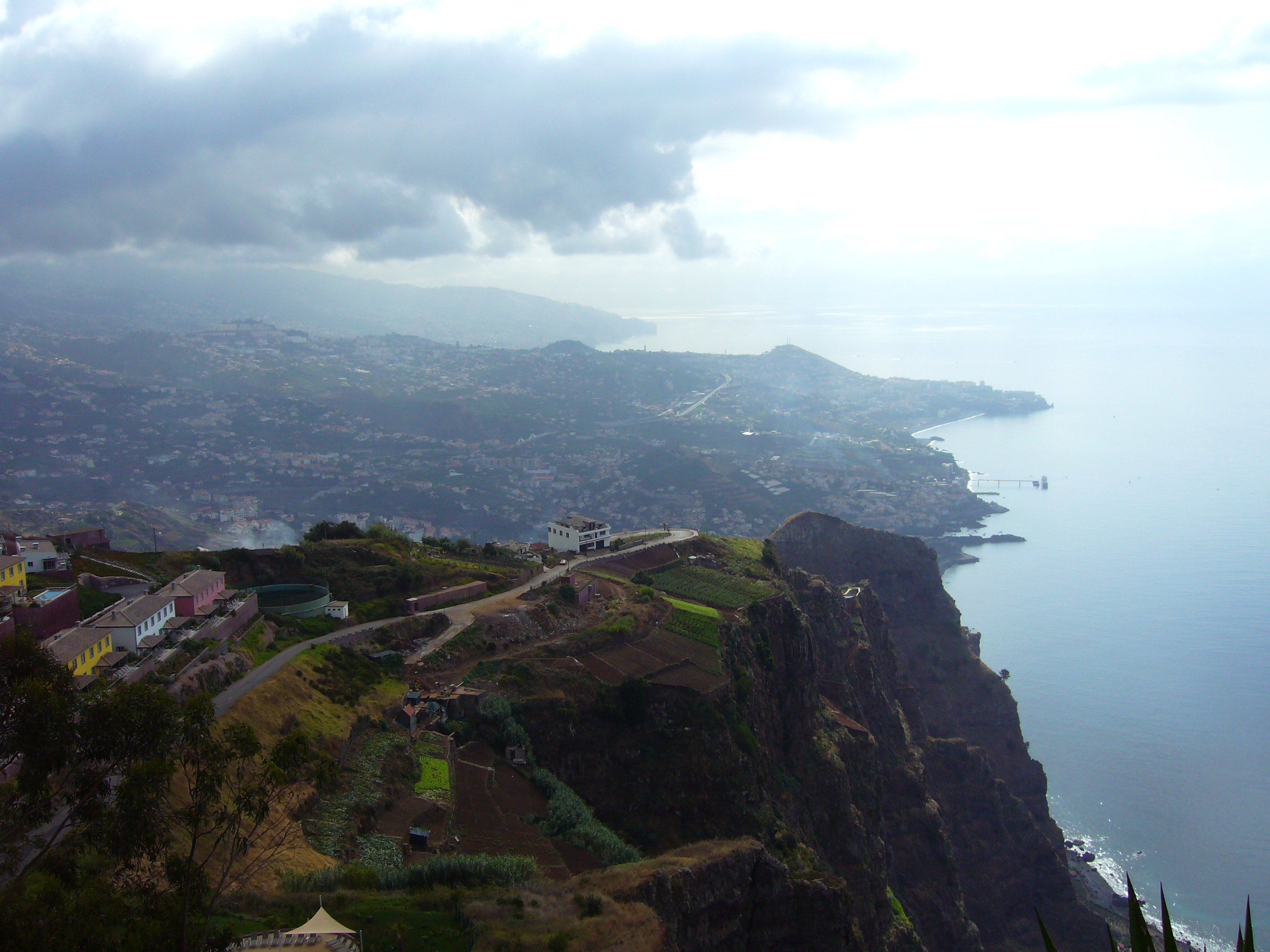
Pohled z útesu na Funchal